# Joachim Hauber
Joachim Hauber (* 1955 in  Stuttgart) ist ein deutscher Virologe.

## Leben
Hauber studierte Biologie an der Universität Tübingen und wurde 1986 an der Ludwig-Maximilians-Universität München promoviert. Als Post-Doktorand war er bei Hoffmann-La Roche in Nutley, New Jersey und am Howard Hughes Medical Institute in Durham (North Carolina). 1988 bis 1996 leitete er die Abteilung Molekularbiologie am Forschungsinstitut von Sandoz in Wien. Danach war er Professor am Institut für Klinische und Molekulare Virologie der Universität Erlangen-Nürnberg. 2002 wurde er Leiter der Abteilung Zellbiologie und Virologie am Heinrich-Pette-Institut für Experimentelle Virologie und Immunologie (HPI) in Hamburg. 
Mit seiner Ehefrau Ilona Hauber (vom HPI) und mit Indrani Sarkar und Frank Buchholz vom Max-Planck-Institut für molekulare Zellbiologie und Genetik in Dresden gelang ihm 2007 ein Durchbruch in der Aidsforschung. Ihnen gelang es erstmals, die Virus-DNA aus dem Genom der infizierten Zelle (in vitro) zu entfernen (die Infektion also rückgängig zu machen) mit Hilfe einer speziell dafür gefertigten Tre-Rekombinase. Ähnliche Enzyme, die gezielt Teile aus der DNA der Zelle herausschneiden, waren zuvor schon in der Gentechnik bekannt (Cre-Rekombinase), hier aber nicht einsetzbar. Zu Hilfe kam ihnen aber, dass am Anfang und Ende der rund 10.000 Basenpaaren der Virus-DNA Long Terminal Repeats (LTR) waren, wo ihre neu entwickelte Rekombinase ansetzen konnte. Sie verwendeten zur Herstellung der Rekombinase die Methode der Gerichteten Evolution.

## Ehrungen
1999 erhielt er zusammen mit Frank D. Goebel den Heinz-Ansmann-Preis für Aidsforschung. 2007 zählte Joachim Hauber zu den Preisträgern des GO-Bio-Wettbewerbs des BMBF.